# چند وظیفه‌ای بدون قبضه‌ای
چند وظیفه‌ای بدون قبضه (به انگلیسی: Nonpreemptive multitasking) سبک چندکارگی است که در آن سیستم‌عامل هرگز یک سوئیچ زمینه را از یک فرایند در حال اجرا به روند دیگر آغاز نمی‌کند. چنین سیستمی از نظر آماری برنامه‌ریزی شده است. اغلب سیستم‌های تناوبی یا نمایشگاه نوعی از عملکرد چند تکلیفی تعاونی، که در این صورت وظایف محاسباتی می‌تواند خود را قطع کند و به طور داوطلبانه کنترل به کارهای دیگر را به عهده بگیرد. وقتی غیر پیشگیرانه استفاده می‌شود، یک فرایند تا زمانی که چنین منابعی را دریافت می‌کند نمی‌تواند قطع شود تا وقتی که پایان پذیرد.
چند وظیفه تعاونی نوع چند وظیفه‌ای است که در آن روند CPU را کنترل می‌کند و باید فرایندهای دیگر را هم کنترل کند. این به نام «تعاونی» است زیرا همه برنامه‌ها باید برای کار با او همکاری کنند. در مقابل، چند وظیفه پیشگیرانه برنامه‌های کاربردی را قطع می‌کند؛ و به فرایندهای خارج کنترل برنامه کنترل می‌دهد.